# Route 318 (Nouvelle-Écosse)
Pour les articles homonymes, voir Route 318.
La route 318 est une route secondaire de la Nouvelle-Écosse d'orientation nord-sud située dans le sud de la province, dans la région de Dartmouth, ville sœur d'Halifax. Elle est une route moyennement empruntée dans sa section dans Dartmouth, puis devient une route faiblement empruntée. De plus, elle mesure 14 kilomètres, et est une route asphaltée sur l'entièreté de son tracé.

## Tracé
La route 318 débute au nord du centre-ville de Dartmouth, à la jonction des routes 111 et 7 (sortie de la 111), la route de contournement de la ville. Elle se dirige vers le nord en traversant la section Port Wallace de la ville, puis frôle la route 107 en la suivant de très près à l'ouest. Elle passe ensuite sous cette route et sous la route 118, puis suit la rive est du lac William, en suivant la route 118. Elle se termine à Waverley, sur la route 2.

## Communautés traversées
1. Dartmouth
2. Waverley